# Balzhausen
Balzhausen là một đô thị ở huyện Günzburg bang Bavaria thuộc nước Đức.

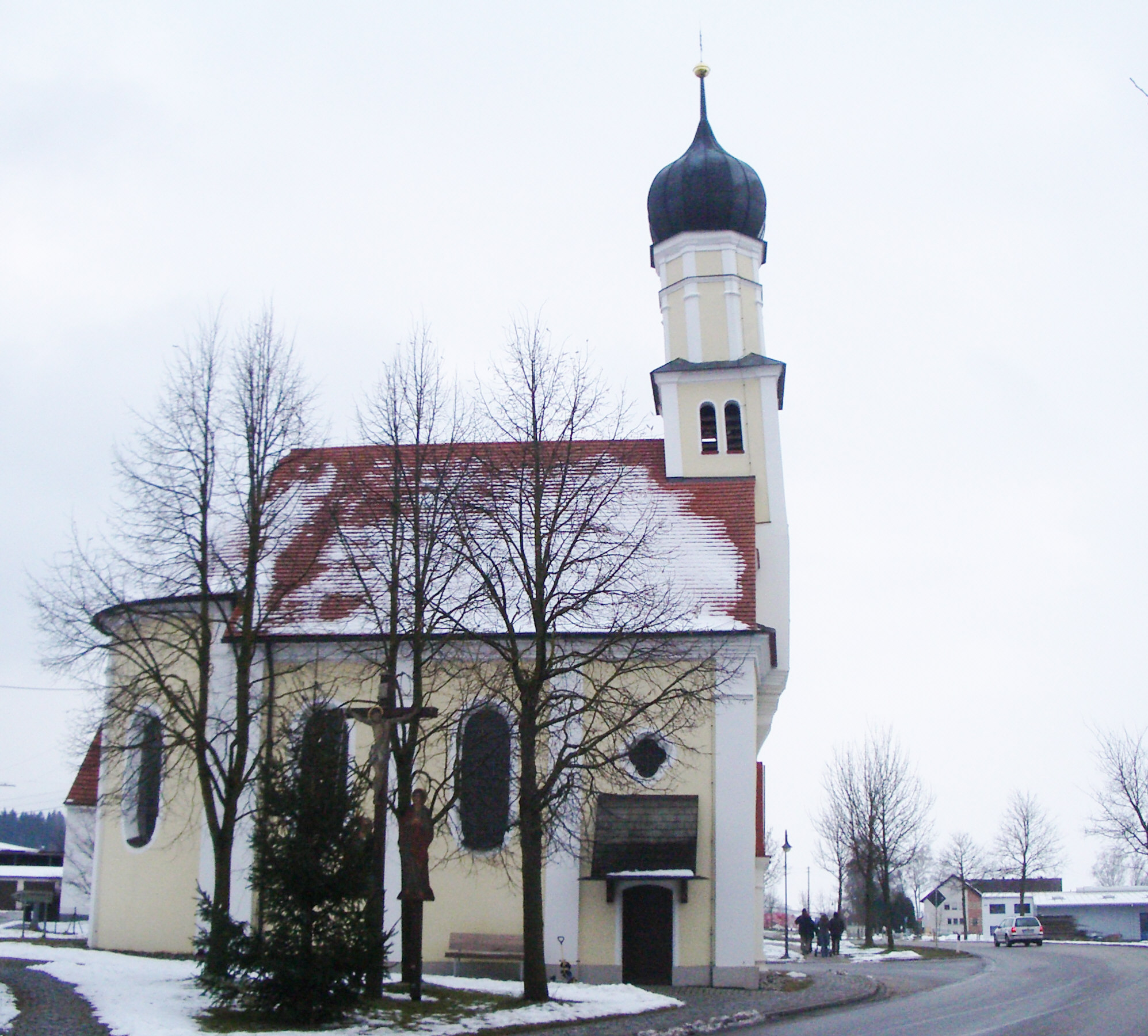
Balzhausen Leonhardskapelle